# Thylactus uniformis
Thylactus uniformis là một loài bọ cánh cứng trong họ Cerambycidae.